# 謝珍
謝珍（15世紀—16世紀），字景儒，江西吉安府永豐縣謝坊人，明朝政治人物。

## 生平
謝珍是洪武二十四年舉人謝喆的玄孫，弘治五年（1492年）壬子科江西鄉試舉人，六年（1493年）癸丑科會試中副榜，授南陵訓導，調任東光，陞為國子監學錄，他個性忠厚，曾協助貧困族人舉行喪葬，鄰居有許配女兒給他人者，他人旋即欲背棄盟約，他就委曲求全，又有佃夫借錢後來償還欠債，他視為偽物不受，對方以勢不能歸還原主交易，打算自殺，他因此還回其欠據，死後由御史謝階寫下墓誌銘。

## 引用
1. 1 2  同治《永豐縣志·卷二十五·義行》：謝珍，字景儒，謝坊人，喆元孫，宏治壬子鄉舉，連中乙榜，官南陵訓導，改東光，陞國子監學錄，性忠厚，嘗為族里周困乏助喪塟，比鄰有以女許人者，旋欲背盟，珍曲全之，有佃夫貸金來償逋珍，視之偽物也不受，佃以勢不能從原主求易，因欲自斃，珍遂還其劵，及卒御史謝階為作墓誌銘。